# Clovia laratensis
Clovia laratensis är en insektsart som beskrevs av Victor Lallemand 1940. Clovia laratensis ingår i släktet Clovia och familjen spottstritar. Inga underarter finns listade i Catalogue of Life.